# Taphozous theobaldi
Taphozous theobaldi är en insektsätande småfladdermusart som beskrevs av George Edward Dobson (1848–1895) år 1872. Dess artnamn på engelska (Theobald's tomb bat) och på tyska (Theobalds Grabfledermaus eller die Theobald-Grabfledermaus) betyder "Theobalds gravfladdermus".
Taphozous theobaldi ingår i släktet gravfladdermöss (Taphozous) och familjen frisvansade fladdermöss (Emballonuridae). IUCN kategoriserar arten globalt som livskraftig. Inga underarter finns listade i Catalogue of Life. Wilson & Reeder (2005) skiljer mellan två underarter.
Arten förekommer med flera från varandra skilda populationer i södra och sydöstra Asien från Indien till Thailand, Kambodja och södra Vietnam. Kanske tillhör även en population från södra Kina denna art. Enstaka individer hittades på Java och Sulawesi. Taphozous theobaldi vistas i låglandet och i bergstrakter upp till 1200 meter över havet. Individerna vilar i grottor och i djupare bergssprickor. De bildar där kolonier som har 10 till 40 eller några hundra medlemmar.
Denna fladdermus blir 88 till 95 mm lång (huvud och bål), har en 25 till 35 mm lång svans och 70 till 76 mm långa underarmar. Pälsen har på ovansidan en brun till mörkbrun färg och undersidan är allmänt ljusare. Hos hanar förekommer ofta ett rödbrunt skägg. Regionen kring munnen är bara glest täckt med hår och öronen är med en längd av 21 till 28 mm ganska stora. Flygmembranen mellan bakbenen är naken och vid svansens spets finns ofta en liten tofs.
Artens avföring (guano) används ofta som gödsel i lantbruket.